# Narodnooslobodilačka armija Kine
Narodnooslobodilačka armija Kine (人民解放军, Rénmín Jiěfàngjūn) glavna je oružana sila Narodne Republike Kine. Vrhovni zapovjednik Narodnooslobodilačke vojske je predsjednik centralne vojne komisije NR Kine Xi Jinping.

## Povijest
Narodnooslobodilačka armija osnovana je 1. kolovoza 1927. godine kao kineska Crvena armija, oružane snage Komunističke partije Kine. Osnivanje armije bila je posljedica raskida savezništva između partije Kuomintang i KP Kine. 
Borci armije sudjelovali su u Dugom maršu 1934. – 1935. godine i u Drugom svjetskom ratu protiv japanskog okupatora. Jedinice Narodnooslobodilačke armije sudjelovale su u Korejskom ratu, Kinesko-indijskom ratu, Kinesko-vijetnamskom ratu i drugim sukobima. 
Profesionalizacija vojske izvršena je krajem 1970ih u sklopu tzv. Četiri modernizacije.
Prema službenim podacima raspolaže s oko 2,1 milijuna vojnika. 

## Grane vojske
PLA obuhvaća pet glavnih grana službi:  
Kopnene snage, 
Mornaricu,  
Zračne snage, 
Raketne snage i  
Snage strateške podrške.  
Nakon smanjenja od 200.000 vojnika najavljenog 2003. godine, ukupna snaga PLA smanjena je s 2,5 milijuna na nešto manje od 2,3 milijuna. Daljnje reforme dovest će do smanjenja broja zaposlenih za dodatnih 300.000 u odnosu na trenutnu snagu od 2,28 milijuna ljudi. Smanjenje će doći uglavnom od neborbenih kopnenih snaga, što će omogućiti da se više sredstava preusmjeri na pomorske, zračne i strateške raketne snage. Ovo pokazuje kineski pomak od davanja prioriteta kopnenim snagama na naglašavanje zračne i pomorske moći s visokotehnološkom opremom za ofenzivne uloge nad spornim obalnim teritorijima.[92] 